# Embiotoca
Embiotoca es un género de peces de la familia Embiotocidae, del orden Perciformes. Este género marino fue descrito por primera vez en 1853 por Louis Agassiz.

## Especies
Especies reconocidas del género:
- Embiotoca jacksoni Agassiz, 1853
- Embiotoca lateralis Agassiz, 1854